# Af Zellén
af Zellén var en svensk adelsätt som bestod av två släktgrenar, den zellénska med ursprung i Ångermanland och den lychouska med ursprung i Blekinge, bägge adlade den 16 november 1799 och introducerade den 21 januari 1800. Den zellénska grenen dog ut 1806 och den lychouska 2004. De som adlades var hovrättsrådet Nils Zellén (1724–1806) och hans hustrus dotterdotters make, förste expeditionssekreteraren Johan Lychou (1757–1823). 
Den nya adelsätten omnämns på på följande vis i Posttidningar 1799: 
| ”                                                | Genom det Diplom, hwarmed Hans Kongl. Maj:t Nådigst skänkt och gifwit Hof-Rätts-Rådet uti Kongl. Swea Hof-Rätt samt Riddaren af Kongl. Nordstjerne-Orden Nils Zellén, Adeligt Stånd och Wärdighet, samt derwid följande fri- och rättigheter, har Hans Maj:t äfwen i Nåder bewiljat och tillåtit, at Förste Expeditions-Secreteraren uti Krigs-Expeditionen af Kongl. Cantzliet Johan Lychou, såsom bemälte Hof-Rätts-Råds Stjufdotter-dotters Man, må uptagas uti Hof-Rätts-Rådets Adeliga Ätt och Wärdighet, och få antaga hans namn af Zellén samt Wapen och Sköldemärke. | „ |
| – Stockholms Post-Tidningar den 16 december 1799 | |   |

Av detta förstår man att den som adlades för sina förtjänster var hovrättsrådet Nils Zellén, medan Johan Lychous adelskap snarast verkar vara en sorts adoption för att ätten ska ha en möjlighet att leva vidare. Lychou var 1799 småbarnsfar med två söner, fyra och ett år gamla.

## Zellénska släktgrenen
Hovrättsrådet Nils Zellén var komministerson från Härnösand. Efter universitetsstudier i Uppsala, där han först promoverades till filosofie magister och 1752 till juris doktor, gjorde han karriär som domare vid Svea hovrätt, blev hovrättsråd 1781, ledamot av högsta domstolen 1794 och slutligen vice president i Svea hovrätt. Zellén gifte sig andra gången 1769 med Anna Maria Lund (1724–1798) som i ett tidigare gifte hade dottern Maria Charlotta Simberg (1756–1777), svärmor till John Lychou som adlades tillsammans med Zellén. Nils Zellén avled barnlös den 18 juli 1806 och den zellénska släktgrenen dog ut.
Släkten Zellén, ursprungligen Zellenius, hade sitt ursprung i byn Sel i Ramsele socken i Ångermanland. Äldste kände stamfadern var hemmansägaren Ingel Eriksson, bosatt i Sel från omkring år 1600 och död 1640 eller 1641. Han var far till Bertil Ingelsson som övertog faderns gård och även var nämndeman samt dog mellan 1683 och 1687. En son till honom var Nils Bertilsson, även han bonde i Sel, död 1736 eller 1738, gift med Ingrid Mattsdotter, dotter till den invandrade finnen, nämndemannen, gästgivaren och länsmannen Mats Pålsson i Nordanåker, Edsele socken, och hans hustru Sara Olofsdotter. Nils Bertilsson och Ingrid Mattsdotters son Mattias Zellenius (1695–1743) blev komminister i Härnösand och i sitt äktenskap med dottern till guldsmeden Johan Fougt far till hovrättsrådet Nils som förkortade sitt namn till Zellén.

## Lychouska släktgrenen
Expeditionssekreteraren Johan Lychou var från Stockholm. Efter universitetsstudier i Uppsala gjorde han karriär vid Kunglig Majestäts kansli som anställd vid Krigsexpeditionen och blev 1781 protokollssekreterare, 1787 konstituerande expeditionssekreterare och 1788 förste expeditionssekreterare samt erhöll 1809 avsked med 
landshövdings karaktär. Han var från 1794 gift med Anna Charlotta Salonius (1777–1844) som var dotter till protokollssekreteraren Carl Vilhelm Salonius (1753–1822) och hans första hustru Maria Charlotta Simberg (1756–1777), styvdotter till Nils Zellén.
Den lychouska släktgrenen leder sitt ursprung till Blekinge. Johan Lychous far Nils Lychou var hovbagare i Stockholm, farfadern Casten Lychou bagare i Karlskrona och farfars far Nils Persson (1656–1704) klockare i Lyckeby efter vilken ort namnet Lychou togs.
Johan Lychous sonsons sonson var politices magister Nils af Zellén (1923–2004), som var avdelningsdirektör vid statens löne- och pensionsverk samt kapten i reserven. Han avled ogift i Täby och med honom utslocknade ätten af Zellén den 18 juni 2004.

## Vapen
Ättens vapen visar en stjärna i silver över ett blått vattenpass. Blasoneringen lyder:
| ”                                                                    | En Sköld af Guld, ofvantil delad med en blå Chef, uti hvilken glindrar en femuddig Stjerna af Silfver. I den gyldene Skölden visar sig ett blått Watten-pass. Den öpna Hjelmen är betäckt med en af Guld och blått vriden Hjelmcrantz, hvarifrån upstiga tvänne blåa Vingar, emellan hvilka ligger en Gyldene Bjelke, belagd med en blå femuddig Stjerna. Löfverket är utvändigt af Gull och invändigt blått. Aldeles som det med sina rätta och egenteliga färger här afmåladt finnes. | „ |
| – Riddarhuset, Sköldebrevsavskrifter, volym 16, nr 25 (ArkivDigital) | |   |